# Rostock
Rostock [róstok] je mesto in mestni okraj v Nemčiji. Je največje mesto v Mecklenburgu - Predpomorjanski in tretje največje mesto na nemški obali Baltskega morja. Ima približno 200.000 prebivalcev.
Uradno ime mesta je Hanzeatsko mesto Rostock (nemško Hansestadt Rostock). Znano je predvsem po svojem pristanišču, značilni hanzeatski arhitekturi in univerzi (Universität Rostock), ustanovljeni leta 1419. Rostock je največje urbano središče Mecklenburga-Predpomorjanske, ni pa njeno glavno mesto, ki je Schwerin.

## Geografija
Rostock leži na obali Baltskega morja na severu Mecklenburga-Predpomorjanske vzdolž spodnjega toka reke Warnow. Poleg gosto poseljenih območij na obeh straneh reke mestu pripada tudi 6.000 ha velik gozd Rostocker Heide severovzhodno od samega mesta. Mestno območje se razteza največ 21,6 km v smeri sever - jug in največ 19,4 km v smeri vzhod - zahod. Skupna dolžina morske obale je 18,5. Najvišja točka v mestu je 49 m n.m., najnižja pa 1,5 m pod morsko gladino (Diedrichshäger Moor, Diedrichshagensko barje).

## Zgodovina
Že od leta 600 n.š. so območje ob spodnjem toku reke Warnow naseljevali slovanski Kesinci (Kessiner). V času nastajanja mesta je bilo območje prizorišče rednih spopadov med dansko, saško in slovanskimi vojskami.  Tako se prva omemba Rostocka kot urbs roztoc najde v knjigi Gesta danorum (Dejanja Dancev) danskega zgodovinarja Saxa Grammatica. Poroča, da so leta 1161 Danci pod Valdemarjem I. uničili slovansko knežjo utrdbo. Kmalu zatem je bilo mesto obnovljeno in naseljevali so se obrtniki in trgovci. Poročilo iz leta 1189 omenja utrdbo, trg in cerkev sv. Klementa z nemškim duhovnikom.

## Šport
Iz mesta Rostock prihaja znan nogometni klub F.C. Hansa Rostock,za katerega je v sezoni 2005/06 igral slovenski reprezentant Mišo Brečko. Klub trenutno nastopa v 3.nemški ligi